# Alrosa (przedsiębiorstwo)
Alrosa (ros. АЛРОСА) – rosyjska grupa skupiająca przedsiębiorstwa zajmujące się poszukiwaniem złóż, wydobyciem, obróbką i sprzedażą diamentów. Jest jednym z największych producentów diamentów odpowiadając za 27% światowej podaży tego surowca. Kopalnie spółki znajdują się w Zachodniej Jakucji oraz obwodzie archangielskim, ponadto w posiada ona 32,8% udziałów w kopalni Catoca zlokalizowanej w północno-zachodniej Angoli.

## Historia
Historia Alrosy sięga 1954 roku kiedy to na terenie Związku Radzieckiego stwierdzone zostały pierwsze złoża diamentów. W 1955 roku odkryto kominy kimberlitowe w pobliżu miejscowości Mirny oraz Udacznyj.
W 1957 podjęto decyzję o rozpoczęciu eksploatacji złóż oraz osadów aluwialnych w Jakucji. W celu zarządzania budową obiektów przemysłowych oraz rozwojem inwestycji powołano grupę Jakutałmaz z siedzibą w Mirnym. Pierwsze przemysłowej jakości diamenty zostały wydobyte jeszcze w tym samym roku. Dwa lata później Związek Radziecki sprzedał pierwszą partię tych minerałów na rynku światowym.
Przez większą część okresu radzieckiego przemysł wydobywczy koncentrował się w okolicach kopalni odkrywkowej Mirny i otaczających ją aluwiów. W tych latach otwarto główne kopalnie odkrywkowe oraz zrealizowano większość inwestycji takich jak budowa zakładów przetwórstwa surowców czy elektrowni.
W 1963 Związkowi Radzieckiemu udało się podpisać kontrakt na sprzedaż diamentów z grupą De Beers. Lukratywna kooperacja międzynarodowego giganta z rosyjską Alrosą trwała aż do 2009, kiedy to została przerwana przez Komisję Europejską działającą w oparciu o politykę konkurencji w Unii Europejskiej.
Intensywny rozwój trwał przez całe lata 80. owocując między innymi budową kopalni nieopodal miasta Udacznyj. Dziś Trubka Udacznaja jest jedną z największych kopalni odkrywkowych na świecie.
Alrosa została utworzona dekretem prezydenta Federacji Rosyjskiej 19 lutego 1992 roku w oparciu o radzieckie przedsiębiorstwo państwowe NPO Jakutałmaz.
W 2011 Alrosa stała się spółką akcyjną, a w 2013 złożyła pierwszą ofertę publiczną. Rosyjski rząd wraz z rządem Republiki Sacha zdecydowały się na sprzedaż łącznie 14% akcji przedsiębiorstwa podczas gdy sama Alrosa zaoferowała 2% akcji własnych. Najwięcej – bo około 60% dostępnych udziałów zakupili inwestorzy z USA (Europejczycy – 24%, Rosjanie – 14%). Fundusze inwestycyjne takie jak Oppenheimer Funds Inc. oraz Lazard Ltd. również wzięły udział w IPO stając się właścicielami łącznie 2% całej puli wyemitowanych papierów wartościowych. Zysk Alrosy ze sprzedaży akcji wyniósł 1,3 mld USD.

## Struktura
Alrosa jest drugą pod względem wielkości publiczną spółką zajmującą się wydobyciem diamentów na świecie. 34% jej akcji znajduje się w wolnym obrocie, z czego 33% jest aktualnie w posiadaniu rządu Federacji Rosyjskiej. Kapitalizacja giełdowa przedsiębiorstwa w 2017 roku wyniosła 9,6 mld USD. Prezesem spółki od 13 marca 2017 roku jest Siergiej Iwanow.

## Działalność
Główne zakłady produkcyjne są obecnie skoncentrowane głównie w Zachodniej Jakucji i w Obwodzie Archangielskim. Wydobycie opiera się o 11 złóż głównych oraz 13 złóż okruchowych. Zgrupowane są one w cztery „jednostki wydobycia i przetwórstwa” (ros: горно-обогатительный комбинат – ГОК): Udaczninskij, Ajchalskij, Mirninskij i Niurbinskij. Oprócz wymienionych funkcjonują również dwa przedsiębiorstwa zależne: Almazy Anabara oraz Severalmaz. W skład każdej z jednostek wchodzi kilka kopalni, zakładów przetwórczych oraz wyposażenie.